# Stâlpeni
Stâlpeni é uma comuna romena localizada no distrito de Argeş, na região de Muntênia. A comuna possui uma área de 36.25 km² e sua população era de 5018 habitantes segundo o censo de 2007.